# Kath Bloom
Katherine Bloom é uma compositora estadunidense de música tradicional baseada em Litchfield, em Connecticut.

## Biografia
Filha do oboísta Robert Bloom, Kath cresceu em New Haven, em Connecticut. Ela estudou violoncelo quando criança e violão quando adolescente. Colaborou com Bruce Neumann no início da década de 1970. Gravou com o guitarrista de vanguarda Loren Mazzacane Connors em 1976. Bloom e Connors gravaram muitos álbuns de música tradicional e blues, sendo que a maior parte das canções era de autoria de Bloom. Blomm cita Robert Johnson e Lightnin' Hopkins como grandes inspirações suas nesse período. A colaboração entre Bloom e Connors terminou em 1984 com o lançamento do álbum Moonlight, que produziu apenas trezentas cópias.
Em seguinda, Bloom parou de gravar material novo, e começou um período de dificuldade financeira. Mãe solteira, Bloom focou em cuidar de seus filhos, raramente se apresentando fora de New Haven. Ela só voltou a escrever e gravar novas canções no início da década de 1990. De acordo com uma entrevista de 2016, Bloom começou a excursionar em 2009, e gostava mais de tocar nessa época do que no início da carreira.
O diretor de cinema Richard Linklater descobriu a música de Bloom no início da década de 1990 e incluiu sua canção Come here no seu filme de 1995, Antes do Amanhecer. Encorajada pelo interesse de Linklater em sua música, Bloom começou a escrever novas canções e lançou seu primeiro álbum em mais de dez anos: Come here: the Florida years (1999).
Um álbum em sua homenagem intitulado Loving Takes This Course foi lançado em 2009, apresentando Devendra Banhart, Bill Callahan, Mark Kozelek, The Dodos e Scout Niblett. 
Atualmente, Kath toca com sua banda Love at work, da qual fazem parte seu colaborador de longa data Tom Hanford e seu marido Stan Bronski, atuando no nordeste do Estados Unidos. Ela vive em Litchfield, em Connecticut.

## Discografia
Com Loren Mazzacane
- Gifts LP, Daggett Records, 1978
- Fields LP, Daggett Records, 1978
- Hanford, Bloom And Mazzacane LP (com Tom Hanford), Daggett Records, 1981
- Listen to the Blues 7" EP (com Tom Hanford), Daggett Records, 1981
- Pushin' Up Daisies 7" EP, Daggett Records, 1982
- 'Round His Shoulders Gonna Be A Rainbow LP, Daggett Records, 1982
- Sing the Children Over LP, Ambiguous Records, 1982
- Guitar Pieces cassette, Daggett Records, 1983
- Sand in My Shoe LP, St. Joan Records, 1983
- Restless Faithful Desperate LP, St. Joan Records, 1984
- Moonlight LP, St. Joan Records, 1984

Solo
- Come Here: The Florida Years CD, autolançado, 1999
- Terror CD, Chapter Music, 2008
- Thin Thin Line CD, Caldo Verde, 2010
- It's Just a Dream CD, reimpresso e autolançado, 1996, 2011
- Here I Am CD, Caldo Verde, 2012
- Somewhere in California CD, Vow Records, 2014
- Pass Through Here CD, Chapter Music, 2015
- This Dream of Life CD, Caldo Verde, 2017
- Bye Bye These Are The Days Vinil, Dear Life Records, 2020

Compilações
- 1981-1984 CD, Megalon Records, 2000
- Finally CD, Chapter Music, 2006
- Sing the Children Over / Sand in My Shoe 2-CD, Chapter Music, 2008
- Restless Faithful Desperate / Moonlight 2-CD, Chapter Music, 2009

Álbuns de tributo
- Loving Takes This Course 2-CD, Chapter Music, 2009